# Грезля (річка)
Гре́зля — річка в Україні, у межах Овруцького і Народицького районів Житомирської області та Поліського району Київської області, ліва притока Ужа (басейн Дніпра). Довжина 33 км. Площа водозбірного басейну 612 км². Похил 0,5 м/км. Долина трапецієподібна, завширшки до 2,5 км. Річище звивисте, пересічна ширина 2 м. Річище на окремих ділянках випрямлене і відрегульоване. Використовується як водоприймач осушувальної системи.
Бере початок біля с. Корчівки, на північно-східних схилах Овруцького кряжу. Тече територією Поліської низовини зі заходу на схід та південний схід, впадає в Уж на схід від села Грезлі.

## Притоки
Ліві: Бережесть, Радча, Бистрок, Дельня.

## Населені пункти
Над річкою розташовані такі населені пункти (від витоків до гирла): Корчівка, Кирдани, Сташки, Товкачі, Гладковичі, Гусарівка, Збраньківці, Мар'янівка†, Привар, Грезля, Давидки, смт Поліське†, Грезля†, Рудня-Грезлянська†.